# Iglu

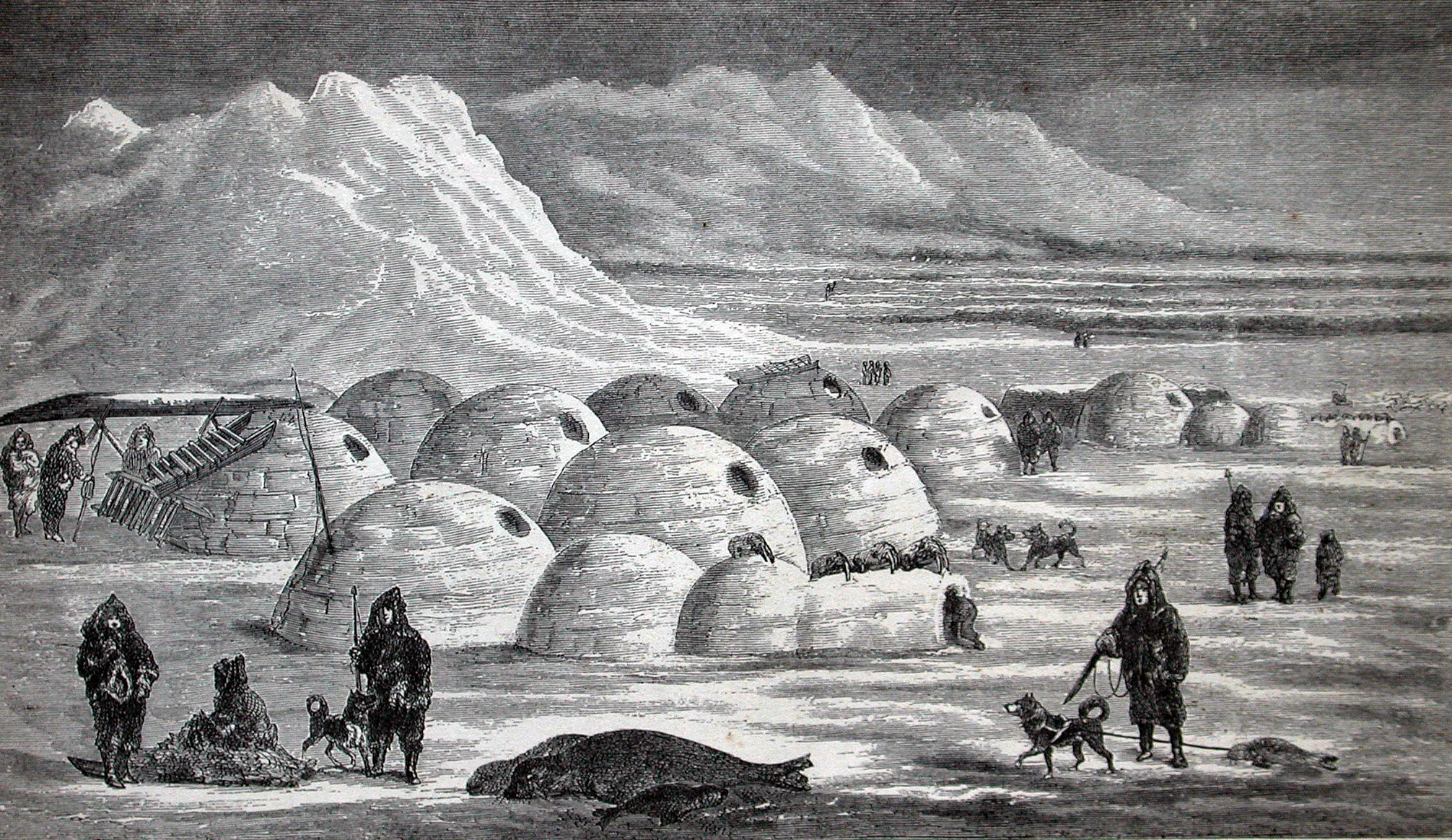
Comunidade de iglus, ilustração de Charles Francis Hall (1865).

Um iglu ou iglô (em língua inuíte: iglu, silabário inuktitut: ᐃᒡᓗ (plural: igluit, ᐃᒡᓗᐃᑦ)), conhecido também como casa de neve, é um abrigo construído com blocos de neve, normalmente construídos quando a neve consegue ser fácil e suficientemente compacta.
Os iglus são uma forma de construção habitacional efémera feita por inuítes, edificação mais prevalecente na região do Árctico Central, Canadá e a área de Thule da Groenlândia. Outros povos inuítes tendiam a usar a neve para isolar suas casas, que foram construídas a partir de osso de baleia. A neve era usada como isolante térmico, graças a presença de bolhas de ar. Na parte externa, a temperatura pode ser tão baixa quanto -45 °C, mas no interior a temperatura pode variar desde -7 °C a 16 °C quando aquecido apenas com o calor do corpo.
Normalmente os iglus apresentam a forma de uma cúpula, apesar de existir iglus de outras formas. Eles são utilizados como abrigo temporário para os caçadores durante o inverno. Sua construção é fácil e barata, tornando-se uma habitação alternativa para os moradores de regiões polares, Ártico e Alasca, onde outras estruturas são caras; por outro lado, fornece abrigo e segurança. Os iglus podem ser uma habitação permanente, se o tamanho e a manutenção forem adequadas.

## Tipos de iglu

Desenho de um iglu tradicional.

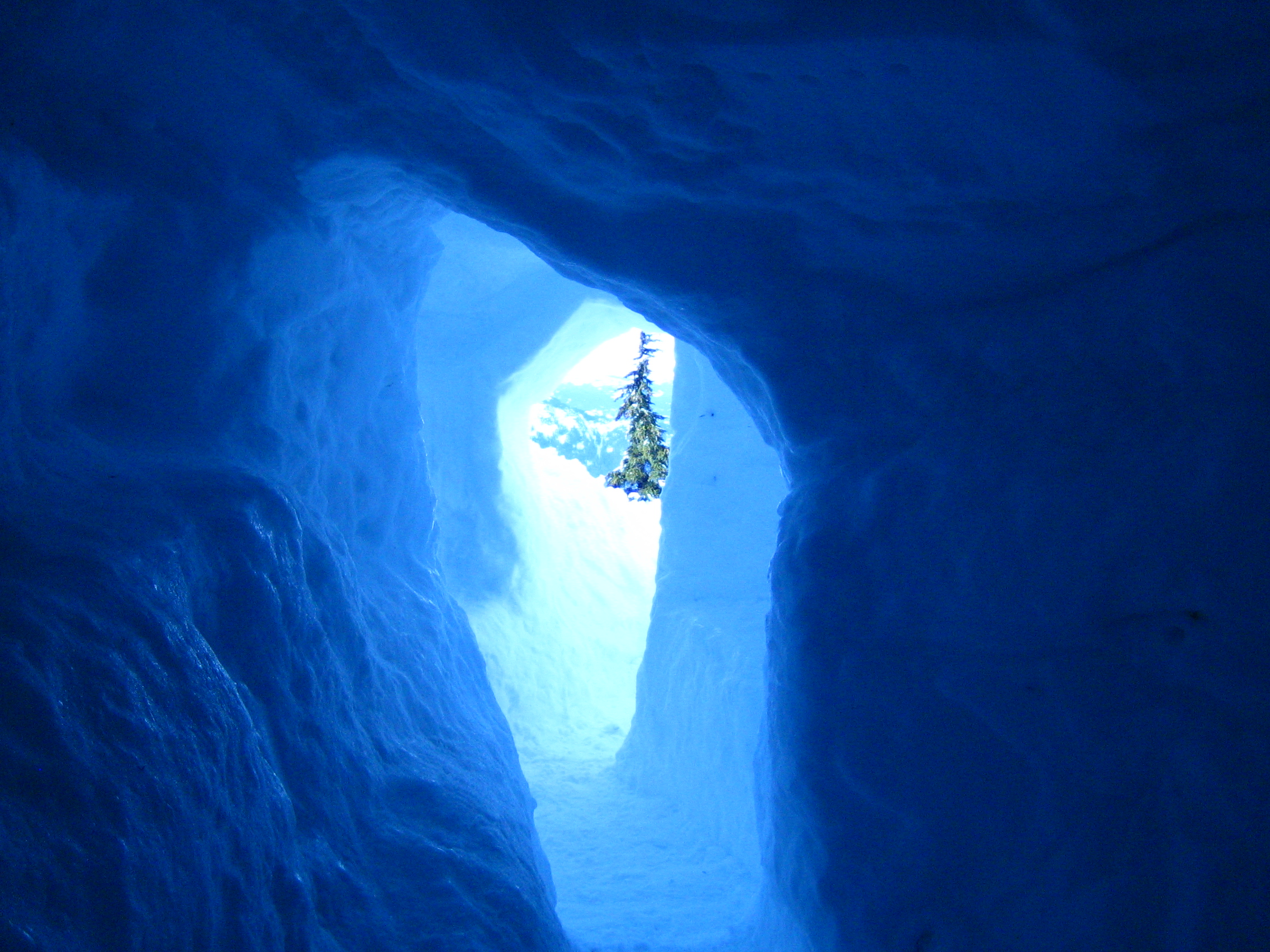
Visão a partir do interior de um iglu.

Existem três tipos de iglus, que são utilizados de acordo com a função que eles têm de cumprir:
- O menor é construído como um abrigo temporário para os caçadores que estão longe de casa, que se aventuram no gelo para obter alimentos. Esse tipo é utilizado principalmente no período noturno e tem uma duração relativamente curta.[4]
- Existem aqueles de médio porte, que servem como uma habitação familiar, servindo como local de descanso. Sua duração é semipermanente, que exige manutenção constante, cuidando da estabilidade da estrutura.[4]
- Existem aqueles de grande porte, capazes de acomodar até 20 pessoas. Eles são permanentes e normalmente, uma construção grande dividida em quartos; também pode ser uma série de pequenos iglus interligados por túneis, criando um complexo habitacional na neve. Note-se que a construção do iglu, deve ter acordo comunitário, de modo que a "casa de gelo" se torna parte da formação cultural da comunidade.[4]

## Estrutura
As pessoas que mais fazem uso dos iglus são os esquimós. Este abrigo requer a neve endurecida soprada pelo vento em noites anteriores, e compacta o bastante para ser cortada em blocos grandes e maciços, que são arrancados diretamente do chão e dispostos numa espiral ascendente até formar uma cúpula que será encimada pelo último tijolo, este funcionando como a pedra angular que sustentará toda a construção. A forma arredondada dos iglus é muito importante, pois a neve que cair sobre eles irá escorregar para os lados, impedindo a sobrecarga de peso e evitando o risco de desabamento. A resistência dos iglus aumenta com o tempo. As tempestades de neve e as geadas colaboram para que os blocos de gelo fiquem cada vez mais resistentes e grossos.
As lâmpadas a óleo de foca (kulliq) derretem levemente a neve e cimentam toda a estrutura, que podem suportar um peso considerável sobre o "teto". O calor é provido pelo corpo dos habitantes ou por uma fogueira. Geralmente a entrada é através de um buraco feito no chão para que o vento não entre pela "porta principal"; na frente deste buraco é construído um muro com blocos de neve semelhantes aos da construção, para que o vento não penetre facilmente e para evitar que a neve se acumule de forma a fechar a passagem.

## Modificações

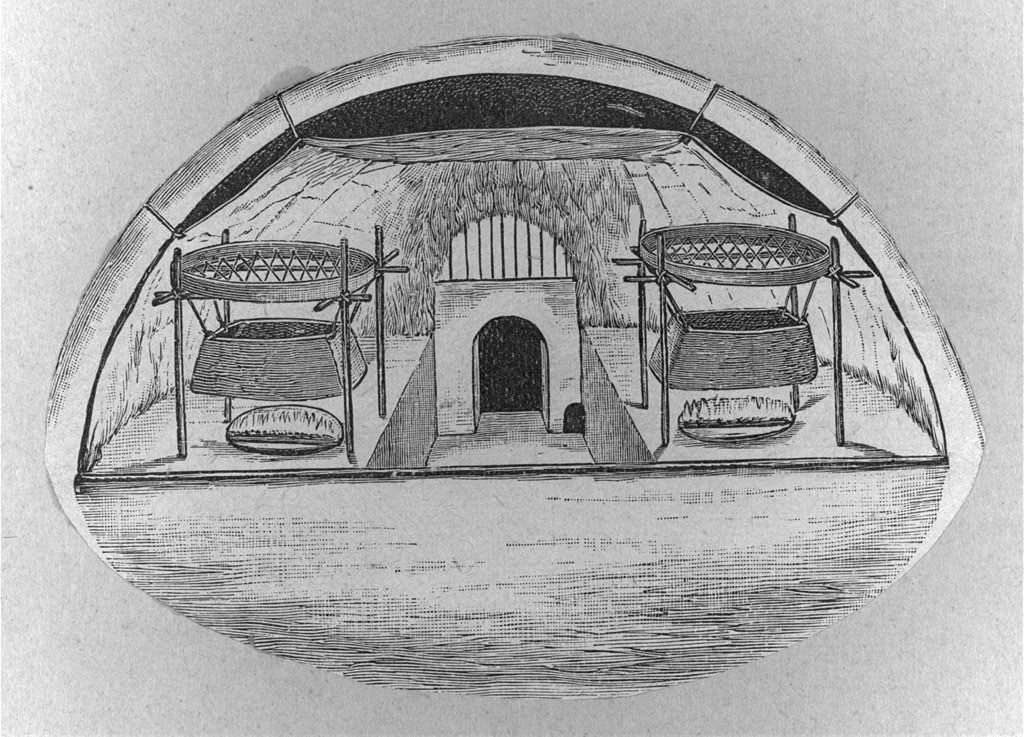
Desenho de 1916, que mostra o interior de um iglu no Alasca.

Graças às propriedades de isolamento, o interior de um iglu se torna muito confortável. Os esquimós, que se situam entre a Gronelândia e a Ilha de Baffin cobrem o interior com peles de animais, aumentando a temperatura de 5 a 20 °C.
Além disso, móveis podem ser incluídos em iglus grandes, tais como: camas, mesas e até mesmo fogões. Deve ser lembrado, iglu é uma casa na neve, que deve proporcionar todo o conforto possível ao habitante.